# 克利林豪斯 (加利福尼亞州)
克利林豪斯（英語：Clearing House）是位於美國加利福尼亞州馬里波薩縣的一個非建制地區。該地的面積和人口皆未知。

## 地理
克利林豪斯的座標為37°39′54″N 119°52′03″W / 37.66500°N 119.86750°W，而該地的平均海拔高度為474米（即1555英尺）。